# Cara Buono
Cara Buono (Bronx, Nova Iorque, 1 de março de 1971) é uma atriz, roteirista e diretora norte-americana.

## Biografia
Buono nasceu e cresceu no Bronx, Nova Iorque em uma família de classe média. Ainda adolescente, participou de sua primeira peça de teatro chamada "Spook House", de Harvey Fierstein, apesar da pouca experiência com atuações. Se formou em 1993 na Universidade Columbia em inglês e ciência política. Conseguiu se formar em apenas três anos.

## Carreira
A carreira de Buono continuou em algumas peças da Broadway e Off-Broadway, até começar a ser convidada para participar de alguns filmes. Seu primeiro filme foi Waterland (1992), quando contracenou com Ethan Hawke e Jeremy Irons. Depois, participou de vários filmes em papéis secundários, como Chutney Popcorn (1999), Happy Accidents (2000), Next Stop Wonderland (1998) e Two Ninas (1999). Seu papel mais famoso em filmes foi como Edith Banner em Hulk (2003).
Além de atriz, Buono também escreveu e dirigiu o filme Baggage (1997), estrelado por Liev Schreiber. Também co-dirigiu o filme When The Cat´s Away com Brad Anderson, além de fazer um acordo com a Miramax filmes para uma adaptação de um dos trabalhos de F. Scott Fitzgerald. Recentemente, Cara Buono participou da última temporada da série televisiva Third Watch no papel de Grace Foster, uma paramédica cabeça-dura com um forte ego e impressionante habilidade.

## Filmografia
| Ano           | Título                                 | Personagem            |
| ------------- | -------------------------------------- | --------------------- |
| 1991          | CBS Schoolbreak Special                | Abby Morris           |
| 1992          | Gladiator                              | Dawn                  |
| 1992          | I'll Fly Away                          | Diana                 |
| 1992          | Waterland                              | Judy Dobson           |
| 1993          | A Dog Race in Alaska                   | Sem personagem        |
| 1993          | Tribeca                                | Rose Polito           |
| 1993          | Ambush in Waco: In the Line of Duty    | Não creditada         |
| 1993          | Victim of Love: The Shannon Mohr Story | Tracey Lien           |
| 1994          | The Cowboy Way                         | Teresa Salazar        |
| 1995          | The Single Guy                         | Christie              |
| 1995          | Kicking and Screaming                  | Kate                  |
| 1996          | New York Undercover                    | Connie                |
| 1996          | Killer: A Journal of Murder            | Esther Lesser         |
| 1997          | Made Men                               | Toni-Ann Antonelli    |
| 1998          | Next Stop Wonderland                   | Julie                 |
| 1998          | Lulu on the Bridge                     | Molly                 |
| 1998          | River Red                              | Rachel                |
| 1999          | Man of the Century                     | Virginia Clemens      |
| 1999          | Deep in My Heart                       | Gerry Cummins (jovem) |
| 1999          | Two Ninas                              | Nina Cohen            |
| 1999          | Chutney Popcorn                        | Janis                 |
| 1999          | In a Class of His Own                  | Sherry Donato         |
| 2000          | Happy Accidents                        | Bette                 |
| 2000          | Takedown                               | Christina Painter     |
| 2000          | Attention Shoppers                     | Claire Suarez         |
| 2001          | Family Law                             | Carly Hanson          |
| 2002          | Law & Order: Criminal Intent           | Charlotte Fielding    |
| 2002          | CSI: Crime Scene Investigation         | Tracy Logan           |
| 2003          | Hulk                                   | Edith Banner          |
| 2003          | Miss Match                             | Michelle              |
| 2004          | From Other Worlds                      | Joanne Schwartzbaum   |
| 2004-2005     | Third Watch                            | Grace Foster          |
| 2006          | Beer League                            | Linda Salvo           |
| 2006-2007     | Família Soprano                        | Kelli Moltisanti      |
| 2007          | Law & Order                            | Alice Simonelli       |
| 2007          | Cthulhu                                | Dannie                |
| 2007          | Queens Supreme                         | Bettina Martinelli    |
| 2007          | The Dead Zone                          | Sheriff Anna Turner   |
| 2007          | The Unquiet                            | Julie                 |
| 2009          | NCIS                                   | Sarah Resnik          |
| 2010          | Deixe-me Entrar                        | Mãe de Owen           |
| 2010          | Hawaii Five-0                          | Agent Allison Marsh   |
| 2010          | Mad Men                                | Faye Miller           |
| 2010          | Brothers & Sisters                     | Rose                  |
| 2011          | A Gifted Man                           | Carol Gordan          |
| 2012          | The Good Wife                          | Charlene Peterson     |
| 2012          | Castle                                 | Siobhan O'Doul        |
| 2014          | A Good Marriage                        | Betty Pike            |
| 2014          | Person Of Interest                     | Martine Rousseau      |
| 2015          | Cidades de Papel                       | Connie Jacobsen       |
| 2016-presente | Stranger Things                        | Karen Wheeler         |
| 2017          | The Blacklist: Redemption              | Anna Copeland         |
| 2017          | Bull (Série de TV)                     | Amaya Andrews         |
| 2017          | All Saints                             | Aimee Spurlock        |